# Víctor Gárate
Víctor J. Gárate (né le 25 septembre 1984 à Maracay, Aragua, Venezuela) est un lanceur gaucher de baseball ayant débuté dans les Ligues majeures en 2009 avec les Nationals de Washington.

## Carrière
Víctor Gárate signe son premier contrat professionnel en 2001 avec les Astros de Houston. Évoluant dans les ligues mineures de baseball, il passe aux Dodgers de Los Angeles en 2007, puis ceux-ci le transfèrent aux Nationals de Washington dans une transaction survenue en septembre 2009.
Gárate joue son premier match dans les majeures avec les Nationals le 5 septembre 2009. Il effectue quatre sorties comme lanceur de relève dans le dernier mois de la saison régulière, lançant un total de deux manches.
Libéré par Washington après une année complète en ligues mineures, il signe comme agent libre avec les Marlins de la Floride le 7 décembre 2010.